# Симі
Симі (грец. Σύμη) — острів в Егейському морі, входить у групу островів Додеканес.
Належить Греції. Разом з кількома безлюдними сусідніми островами утворює громаду (дим) Симі, що входить до периферійної одиниці Родос периферії Південні Егейські острови. Площа острова — 58,1 км², разом з сусідніми острівцями — 65,754 км². Населення громади становить 2590 осіб станом на 2011 рік. Щільність населення — 39,4 осіб/км². Влітку кількість населення зростає.
На острові діє Симська митрополія в юрисдикції Константинопольського патріархату.

## Географія

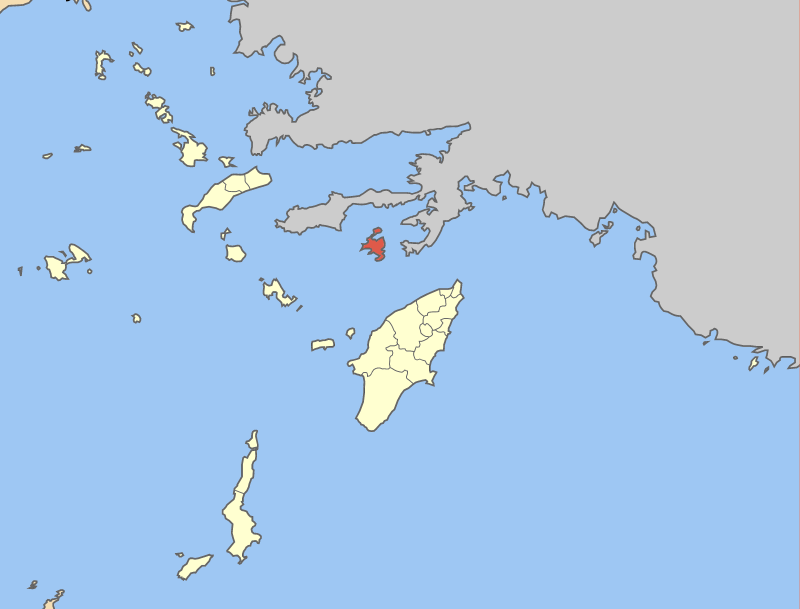
Острів Симі на карті Егейського моря

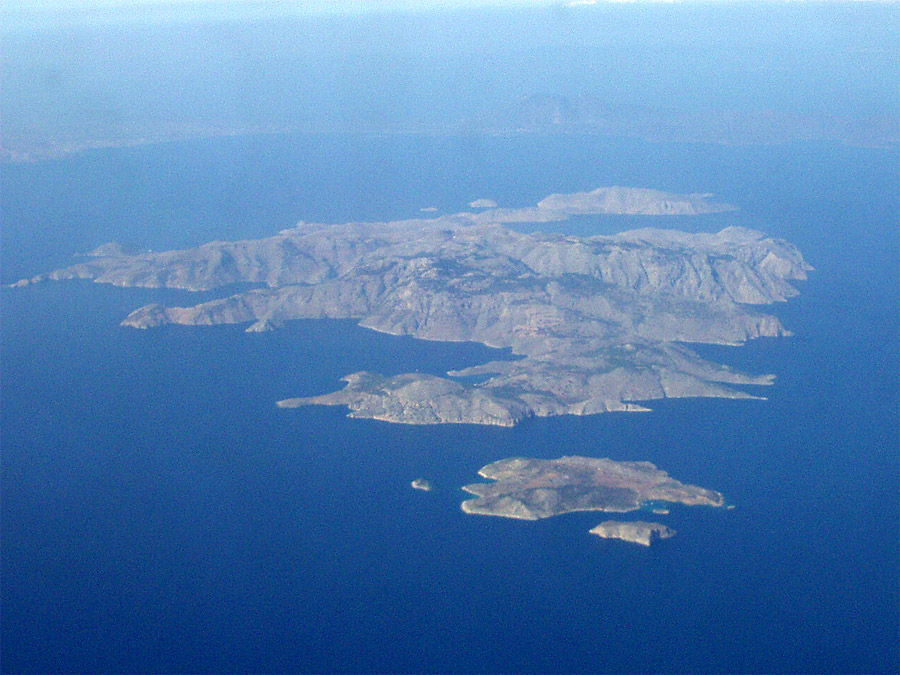
Острів Симі з сусідніми островами

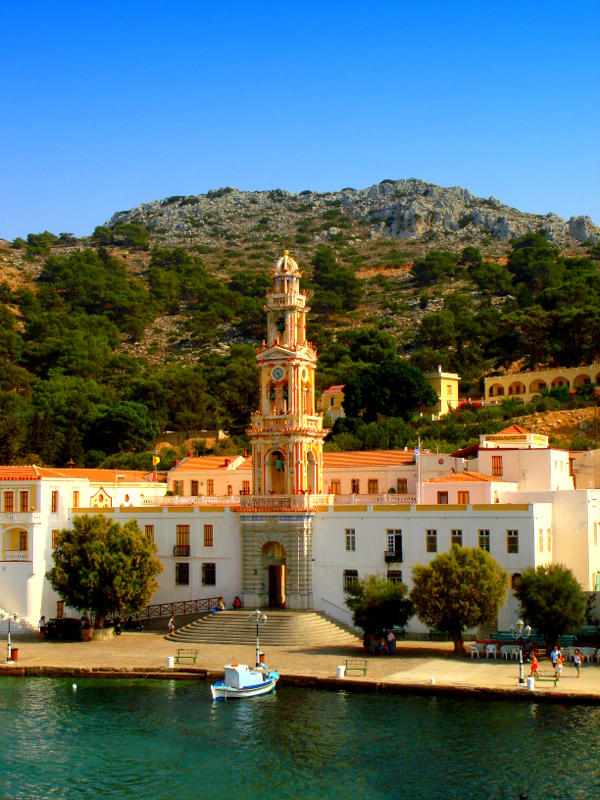
Острів Симі, монастир Панормітіс, висвячений на честь св. Архангела Михаїла

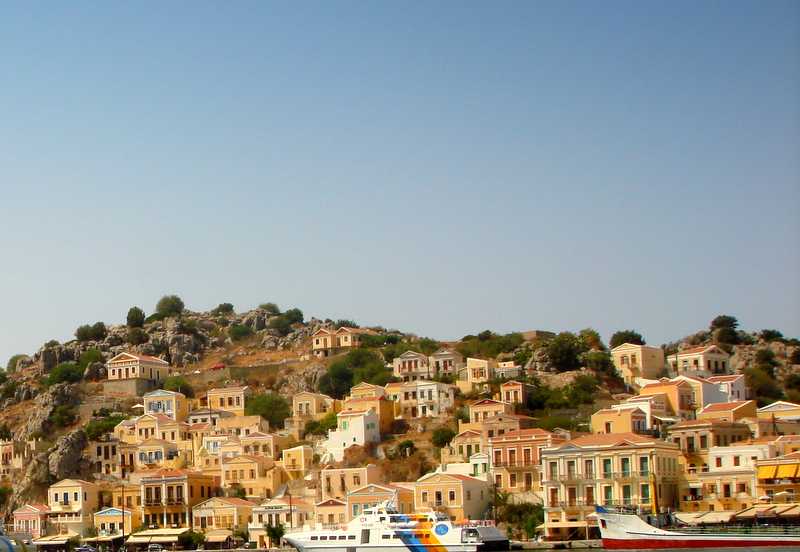
Панорама міста

Острів знаходиться в південно-східній частині Егейського моря, на відстані 9 км від берегів Малої Азії (Туреччина), за 23 км на північ від острова Родос і приблизно за 400 км на південний схід від Афін. Береги Симі сильно порізані, в довжину він досягає 11,5 км, в ширину — 9 км. Поверхня гориста, найбільша висота — 616 метрів над рівнем моря. Джерела прісної води на острові відсутні.
Практично все населення зосереджено в однойменному містечку на півночі острова, що виник біля середньовічної візантійської цитаделі. На острові велика кількість монастирів і каплиць (близько 200). Найбільш відомий з них — монастир Панормітіс, присвячений св. Архангелу Михаїлу, розташований на південному узбережжі острова.
До громади Симі відносяться також незаселені острови Нінос, Хондрос, Діаватес, Галезіно, Мармарас, Кулундрос і Сесклі, що знаходяться поблизу .

## Історія і населення
У минулому острів належав послідовно персам, македонянам, римлянам, візантійцям, Османській імперії і відігравав значну роль в торговельних та економічних відносинах цієї частини Середземномор'я. Найбільш розвинутими на Симі було суднобудування — завдяки своїй швидкохідності кораблі, виготовлені на місцевих верфях, закуповувалися турецькою морської поштовою службою, а також видобуток морських губок.
Наприкінці XIX століття населення острова становило 30 тисяч осіб. В даний час основними заняттями жителів є обслуговування туристів і рибальство.
Після першої світової війни острів належав Італії, в 1943—1945 роки був окупований німецькими військами. З 1947 року входить до складу Греції.

## Уродженці
- Костас Валсаміс — відомий грецький і французький скульптор.

## Храми
- Монастир Панормітіс на честь святого Архангела Михаїла.

## Галерея

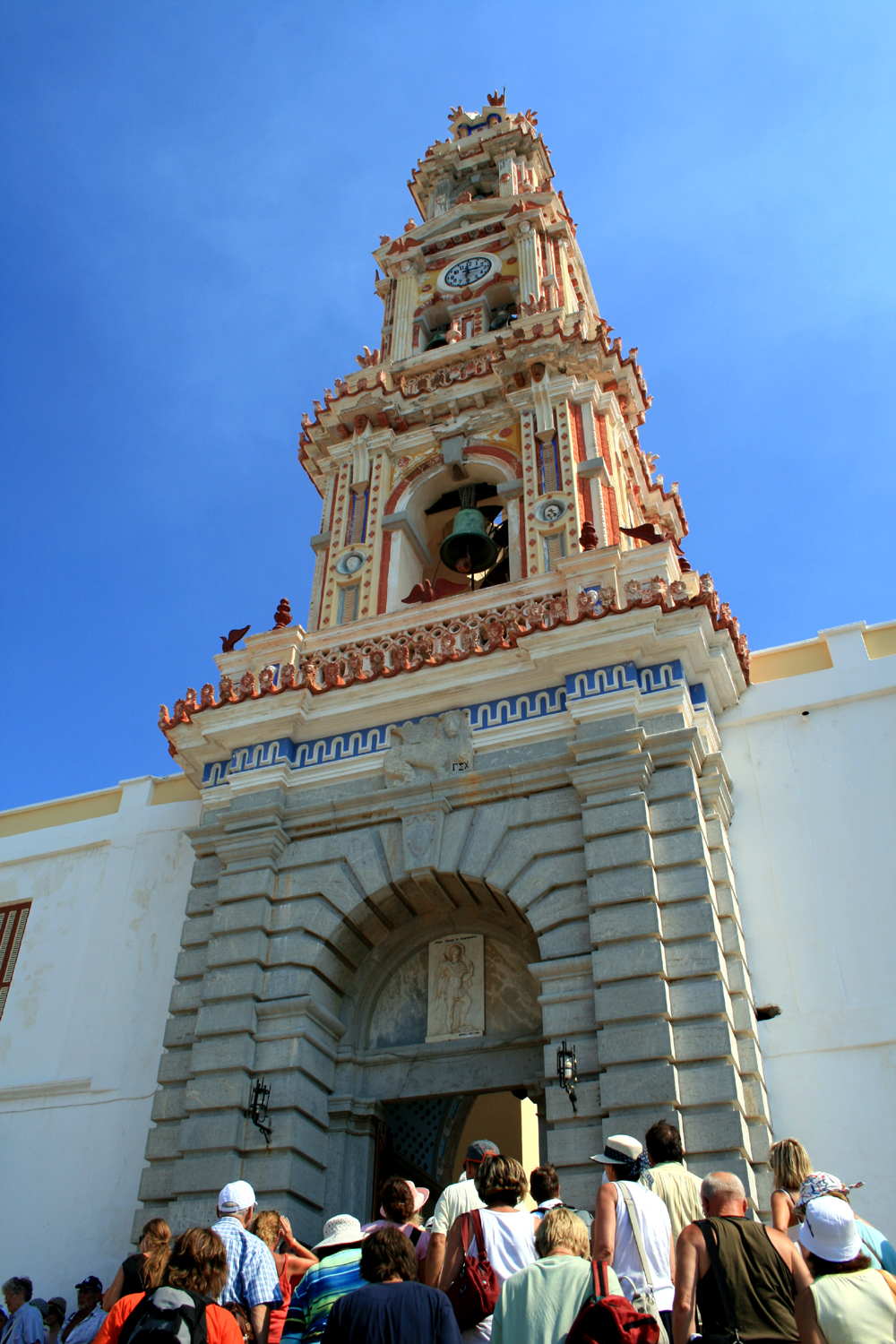
Монастир Панормітіс
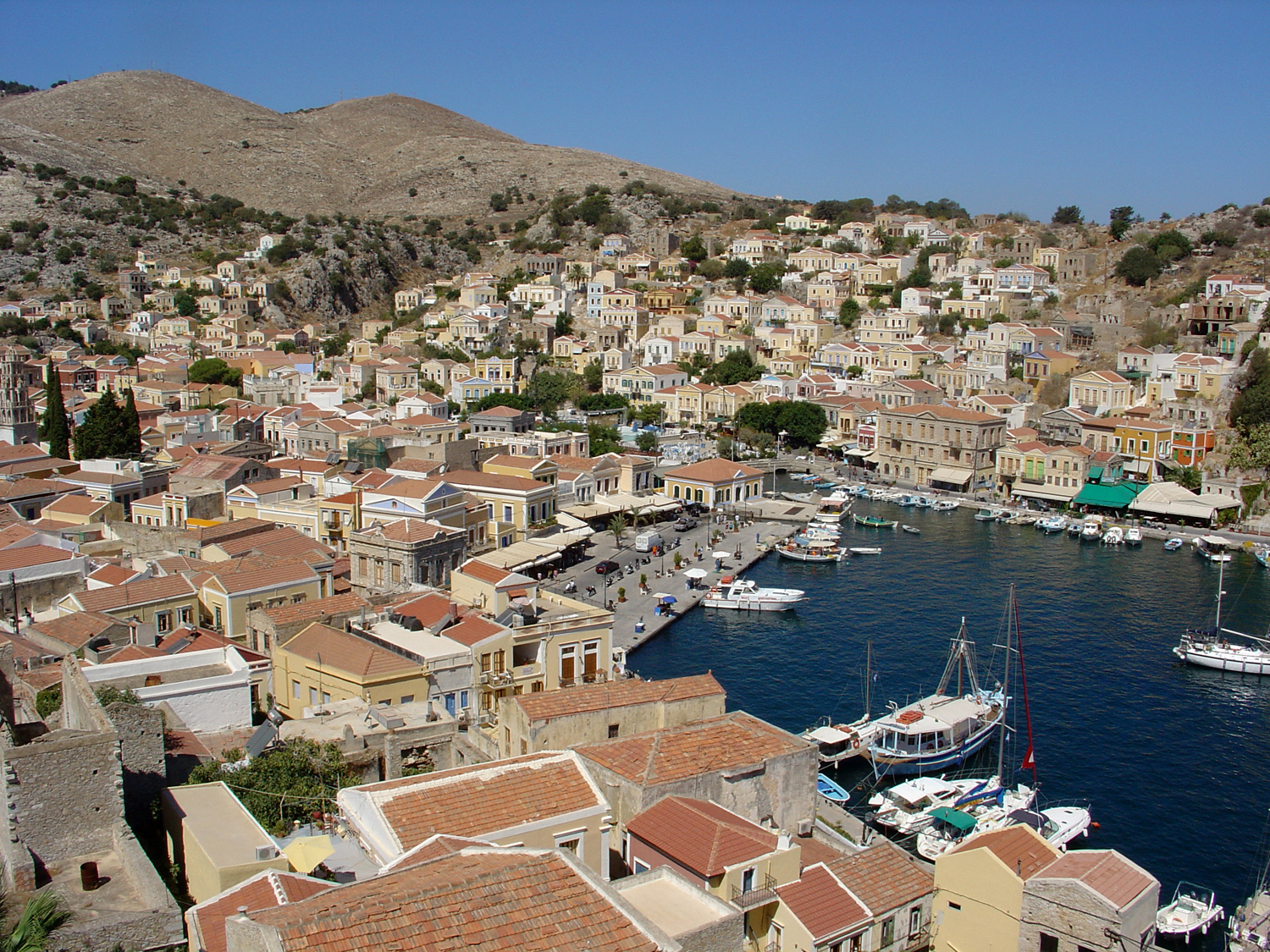
Панорама міста
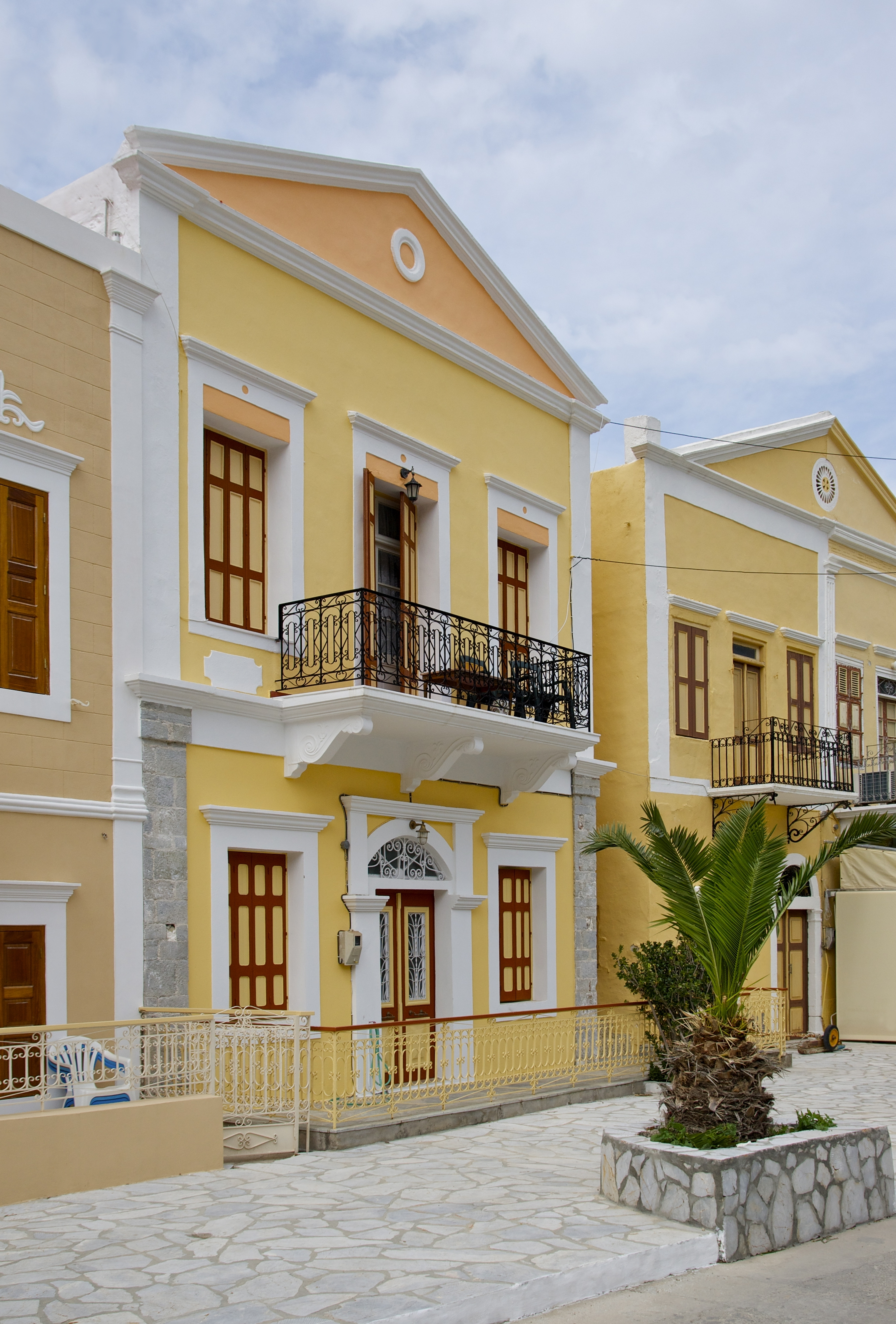
Барвистий будинок
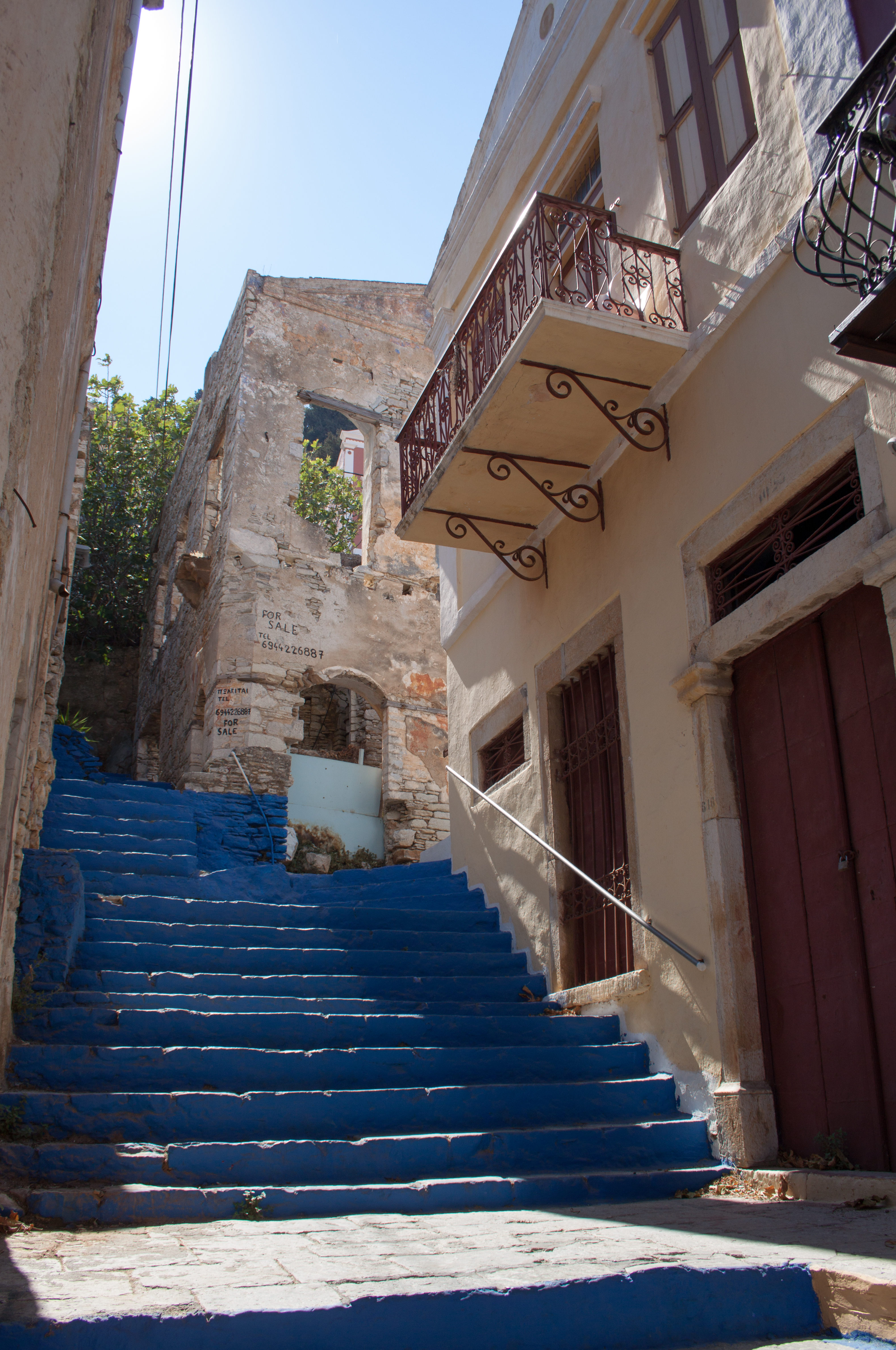
Сходи верхнього міста
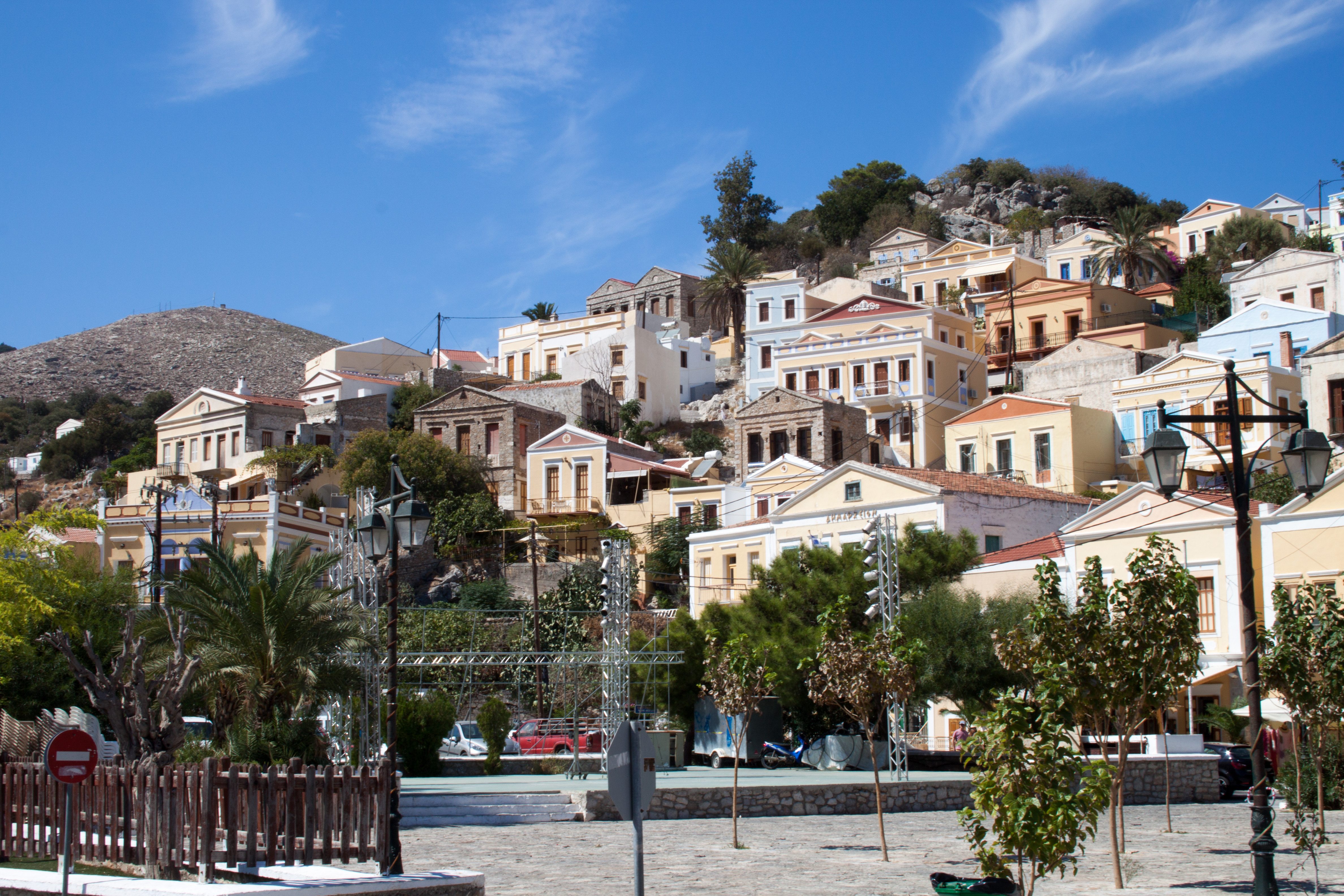
Панорама міста
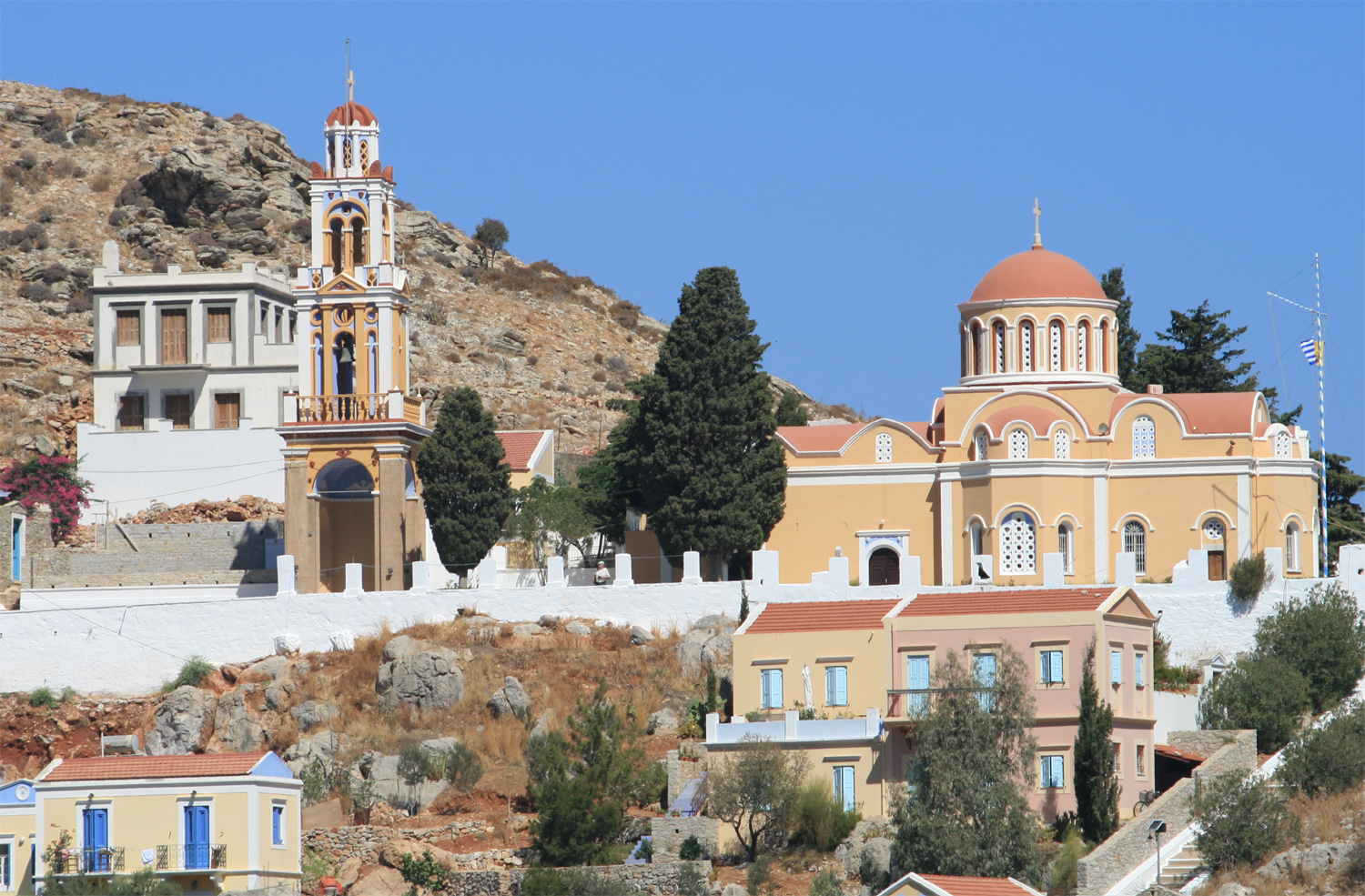
Панорама міста
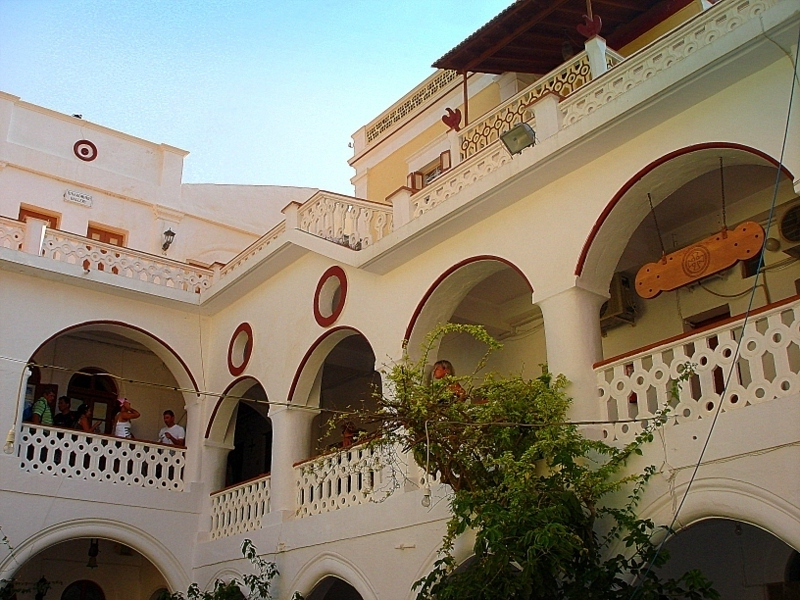
Монастир Панормітіс